# Žandov
Žandov är en stad i Tjeckien. Den ligger i den norra delen av landet, 70 km norr om huvudstaden Prag. Žandov ligger 258 meter över havet och antalet invånare är 1 907.
Terrängen runt Žandov är kuperad norrut, men söderut är den platt. Žandov ligger nere i en dal.Runt Žandov är det ganska glesbefolkat, med 23 invånare per kvadratkilometer. Närmaste större samhälle är Česká Lípa, 10,4 km öster om Žandov. Omgivningarna runt Žandov är en mosaik av jordbruksmark och naturlig växtlighet.